# БНТ 3
БНТ 3 (предишно име: „БНТ HD“) е национална обществена телевизионна програма на Българската национална телевизия със спортно-развлекателна насоченост. Каналът стартира на 6 февруари 2014 г. под името „БНТ HD“. Преди старта на канала БНТ започва излъчвания в HD формат за първи път по време на Световното първенство по футбол 2010, както и предава в HD качество Евро 2012 и Летни олимпийски игри 2012, като излъчванията се осъществяват по временен HD канал на БНТ 1. На 6 февруари 2014 г. БНТ HD стартира със самостоятелна програмна схема като спортно-развлекателен канал заедно със старта на Зимните олимпийски игри в Сочи 2014. На 10 септември 2018 г. новото ръководство на БНТ взема решение за промяна наименованието на програмата от „БНТ HD“ на „БНТ 3“. БНТ 3 излъчва и свободно на цифровия ефирен мултиплекс MUX 2. Спортната програма включва тенис от Ролан Гарос, биатлон, ски алпийски дисциплини, Лига Европа, купата на конфедерациите по футбол и други.

## Излъчващи се спортни събития
Футбол
- Световно първенство по футбол
- Европейско първенство по футбол
- УЕФА Лига на нациите
- Купа на конфедерациите
- Лига Европа – до 2021г.
- Световно клубно първенство
- срещи на националния отбор

Тенис
- Ролан Гарос
- Laver Cup 2018
- Алианц Къп
- избрани турнири от ATP 250
- Държавно първенство по тенис за мъже и жени
- Държавно отборно първенство по тенис

Баскетбол
- НБЛ – мъже и жени
- Балканска лига – до 2018 г.
- срещи на българските отбори в европейските турнири
- срещи на националния отбор

Волейбол
- Купа на България /жени/
- Световна лига – до 2018 г.
- Европейско първенство по волейбол за мъже и жени
- срещи на националния отбор
- Шампионска лига по волейбол – финална фаза – до 2018
- срещи на българските отбори в европейските турнири

Моторни спортове
- Формула Е – квалификации и състезание – до 2018 г.
- Световен шампионат по издръжливост – до 2018 г.
- Световен рали шампионат – до 2018 г.
- Световен шампионат по мотокрос – до 2018 г.
- Състезанието на шампионите

Зимни спортове
- биатлон – световна купа, европейско първенство и световно първенство (мъже и смесени щафети) – до 2018 г.
- ски-алпийски дисциплини – световна купа и световно първенство (мъже)
- ски скокове – Турнир на четирите шанци – до 2018 г.
- сноуборд – световна купа и световно първенство
- фигурно пързаляне – европейско и световно първенство
- Световно първенство по хокей на лед
- Шампионска лига по хокей на лед – 2017 г.

Лека атлетика
- Световно първенство по лека атлетика
- Световно първенство по лека атлетика в зала
- Световно първенство по лека атлетика за младежи
- Световен шампионат за щафети
- Световно първенство по крос
- IAAF World Indoor Tour
- Маратон на София

Художествена гимнастика
- Световно първенство по художествена гимнастика
- Европейско първенство по художествена гимнастика
- Световна купа по художествена гимнастика в София

Други
- Летни олимпийски игри
- Зимни олимпийски игри
- Летни младежки олимпийски игри
- Купа Странджа – бокс
- Световна купа по конен спорт в Божурище
- Европейско и световно първенство по борба
- мемориал Димитър Янков – колоездене
- Световна купа по спортна гимнастика във Варна
- Asarel Bulgaria Open – тенис на маса
- първенства по гребане в Пловдив
- първенства по кану-каяк в Пловдив
- канадска борба
- Европейски първенства 2018

### PBS Kids
- Клифърд, голямото червено куче (2019)

## Логотипи
- 2014 – 2018